# 橘氏 (伊予国)
橘氏（たちばなし）は、日本の平安時代末期から繁栄した伊予国の有力豪族。文献によっては、伊予橘氏とも呼ばれる。詳しい事項は『予章記』「矢野系図」と「与州新居系図」抄（大倉粂馬著『伊予路のふみ賀良』より引用）および『神道集』などにある。

## 概要
皇別系である橘氏と別系統で、伊予水軍を統括する越智氏一族矢野氏の分家で、熊野国造の子孫ともいう。越智氏一族の矢野実連の子の実遠が、皇別系で伊予国司であった橘清正から橘姓を賜ったことからはじまるという。
この一族から水軍を率いて藤原純友の乱の時に追捕使長官小野好古、追捕使主典大蔵春実の武将として活躍した伊予国警固使・橘遠保（楠木正成の先祖説もあるが確証はない）などが出た。他に駿河国目代・橘遠茂 などがいる。

## 系譜
```
　
矢野玉守
（
河野玉澄
の兄、
越智氏
庶家
）
　　┃
　
矢野益興

　　┃
　
矢野益連

　　┃
　
矢野実連

　　┃
　
橘実遠

　　┃
　 
実幸

　　┃
　 
実保

　　┣━━━━━━━━━━┓
　 
貞保
（諸説あり）　　　
基保

　　┃ 　　　　　　 　　　┃
　 
遠保
　　　　　　　　　
遠茂

　　┃
　 
兼遠
（氏保）
　　┃
　 
諸高
（氏高）
　　┃
　 
安基

　　┃
　 
兼行

　　┃
　 
氏範

　　┃
　 
満影

　　┃
　 
親延

　　┃
　 
成綱

　　┃
　 
成康

　　┣━━━━━━━━━━━━┓
　 
盛仲
（氏成）　　　　　　　
親遠

　　┣━━━━━━━━━┓　　┃
 　
楠木正遠
（
楠木氏
）　
正康
　
高遠

　　┣━━━━━━━┳━━━┳━━━┓
　 
正俊（俊親）
　　
正成
　　
正季
　　
正家
　（正成以降は、
楠木氏系譜を参照のこと
）
```

## 子孫
- 楠木正遠 - 遠保の子孫と称し、正成の父とする人物。
- 楠木正成 - 伊予橘氏の末裔と言われている。
- 楠木正虎 - 戦国時代の書家。楠木正成の後裔という。織田信長の右筆となり、北朝系の正親町天皇より楠氏（楠木氏）赦免を受ける。一説には楠木正辰（楠不伝）の父。
- 由比正雪 - 上記の正辰（楠不伝）の婿養子となり、その名跡を継ぐ。本姓は坂東平氏三浦氏の庶家とされるが、出目に関しては定かではない。